# Еммануїл (Адамакіс)
Митрополит Еммануїл (грец. Μητροπολίτης Ἐμμανουήλ, в миру Еммануїл Адамакіс, грец. Ἐμμανουήλ Ἀδαμάκης; 19 грудня 1958, Айос-Ніколаос, Крит) — єпископ Константинопольської православної церкви, митрополит Халкедонський (з 16 лютого 2021 року).

## Життєпис
Народився 19 грудня 1958 року в місті Айос-Ніколаос на острові Крит. В Іракліоні закінчив середню школу та академію зі ступенем бакалавра.
У 1979—1984 роки вивчав філософію в  Паризькому католицькому інституті і богослов'я в  Свято-Сергіївському богословському інституті. 1981 року стажувався в Інституті східних церков в Регенсбурзі. 1984 року продовжив своє навчання в Практичній школі вищих досліджень, Інституті вищих екуменічних студій у Парижі тп на факультеті науки та історії релігії Сорбонни. 1985 року отримав диплом магістра перспективних досліджень Університету Сорбонни.
1985 року висвячений у сан диякона та ієрея. Служив у клірі Бельгійської митрополії.
1986 року вступив до аспірантури Богословської школи Святого Хреста в Бостоні, де 1987 року отримав ступінь магістра богослов'я.
1987 року повернувся до Європи після чого до 1996 року служив протосинкелом Бельгійської митрополії. Водночас він служив настоятелем церкви Архангелів Михаїла та Гавриїла в Брюсселі і викладав православ'я в Європейській школі в Люксембурзі і Брюсселі.
1992 року призначений представником Константинопольського патріархату в комісії «Церква й суспільство» Конференції європейських Церков (КЄЦ).
У 1995 році возведений у сан архімандрита і призначений представником Константинопольського патріархату при Європейському союзі в Брюсселі, де неодноразово привертав увагу європарламентарів до питання утиску прав Константинопольського патріархату на території Туреччини.
11 грудня 1996 року в Брюсселі висвячений в сан титулярного єпископа Рігійського, вікарія Бельгійської митрополії.
У 2001 року Константинопольський патріархат доручив йому обов'язки з ведення Міжнародного міжрелігійного діалогу з монотеїстичними релігіями.
20 січня 2003 року єпископ Еммануїл був зведений в гідність митрополита і призначений керуючим Галльською митрополією із збереженням за ним посади директора Бюро Православної Церкви при Європейському Союзі. До того ж, йому був доручений діалог з орієнтальними (нехалкідонкімі) церквами.
16 січня 2013 року, в зв'язку з відходом на спокій архієпископа Команського Гавриїла, призначений місцеблюстителем Західноєвропейського екзархату Константинопольського патріархату.
У липні 2013 року очолив делегацію Константинопольського патріархату на святкуваннях 1025-річчя хрещення Русі.
17 серпня 2014 року очолив делегацію Константинопольського патріархату на інтронізації новообраного предстоятеля УПЦ митрополита Онуфрія в Києві. Однак не брав участь у богослужінні (не співслужив), що пов'язують з його незадоволеністю наданим йому місцем серед ієрархів.
У лютому 2015 року в числі десяти інших кліриків Константинопольського патріархату отримав турецьке громадянство, що дозволяє брати участь у виборах Патріарха Константинопольського. У Константинопольській патріархії не уточнили, чи довелося їм при отриманні турецького громадянства відмовитися від грецьких паспортів.
У липні 2018 року брав участь в урочистостях з приводу 1030-річчя хрещення Русі, де оголосив про початок процесу надання автокефалії православній церкві України.
Синодом Вселенського Патріархату 16 лютого 2021 року митрополит Еммануїл обраний старцем-митрополитом Халкідонським. 20 березня відбулась інтронізація за участі  архієпископа Євстратія (Зорі), дипломатів із України: Андрія Сибіги, Олександра Гамана. У травні 2021 року зустрівся із Керівником ОП України Андрієм Єрмаком і Митрополитом Епіфанієм та обговорив з ними питання візиту в Україну на 30-ту річницю Незалежності Вселенського патріарха Варфоломія.
Окрім грецької, вільно володіє французькою та англійською мовами, знає німецьку та італійську.

## Нагороди
- Орден князя Ярослава Мудрого V ст. (Україна, 25 липня 2008) — за вагомий особистий внесок у розвиток духовності та з нагоди відзначення в Україні 1020-річчя хрещення Київської Русі[10]
- Кавалер ордена Почесного легіону (Франція, 2010)[11].
- Великий командор ордена Пошани (Греція, 14 листопада 2011)[12].
- Орден «За заслуги» I ступеня (Україна, 27 липня 2013 р.) — за значний особистий внесок у розвиток духовності, багаторічну плідну церковну діяльність та з нагоди святкування в Україні 1025-річчя хрещення Київської Русі[13].
- 5 січня 2019 року у Стамбулі під час офіційного прийняття з нагоди підписання Томосу про автокефалію Православної Церкви України Вселенським Патріархом Варфоломієм, Президент України Петро Порошенко вручив митрополиту Галльському Еммануїлу орден князя Ярослава Мудрого IV ступеня, яким він був нагороджений за визначну діяльність, спрямовану на зміцнення авторитету православ'я у світі, утвердження ідеалів духовності і милосердя, вагомий особистий внесок у розбудову автокефальної помісної Православної Церкви України.[14][15]